# Dunkerque
Dunkerque (pronuncia francese [dœ̃kɛʁk]; Dunkèke in piccardo, Duinkerke [ˈdœʏ̯nˌkɛrkə] in olandese, Duunkerke in fiammingo, Dünkirchen in tedesco, Dunkirk in inglese, Doncherca, Doncherche, Duncherca o Duncherche in italiano storico) è un comune francese di 86 279 abitanti situato nel dipartimento del Nord, nella regione dell'Alta Francia, importante città portuale situata a 10 km dal confine con il Belgio.

## Origine del nome
Il nome deriva dall'olandese duin (duna) e kerke (chiesa). Dalla metà del XX secolo la città venne posta nell'area di lingua fiamminga (dialetto olandese), attualmente il dialetto di lingua olandese può ancora essere trovato in alcune zone nonostante nella maggior parte del territorio esso sia stato quasi interamente soppiantato dal francese. Dunkerque è Duunkerke in fiammingo occidentale e Dunkèke in piccardo.

## Geografia fisica

### Territorio
Dunkerque sorge sulle rive del mare del Nord, a 65 km a nord-ovest di Lilla.

### Clima
| Dunkerque           | Mesi | Mesi | Mesi | Mesi | Mesi | Mesi | Mesi | Mesi | Mesi | Mesi | Mesi | Mesi | Stagioni | Stagioni | Stagioni | Stagioni | Anno |
| Dunkerque           | Gen  | Feb  | Mar  | Apr  | Mag  | Giu  | Lug  | Ago  | Set  | Ott  | Nov  | Dic  | Inv      | Pri      | Est      | Aut      | Anno |
| ------------------- | ---- | ---- | ---- | ---- | ---- | ---- | ---- | ---- | ---- | ---- | ---- | ---- | -------- | -------- | -------- | -------- | ---- |
| T. max. media (°C)  | 6,1  | 6,5  | 9,5  | 12,3 | 15,5 | 18,8 | 20,8 | 21,0 | 19,3 | 14,9 | 10,2 | 7,0  | 6,5      | 12,4     | 20,2     | 14,8     | 13,5 |
| T. min. media (°C)  | 1,4  | 1,7  | 3,1  | 5,7  | 8,7  | 11,4 | 13,4 | 13,7 | 12,1 | 8,7  | 5,2  | 2,5  | 1,9      | 5,8      | 12,8     | 8,7      | 7,3  |
| Precipitazioni (mm) | 56   | 40   | 51   | 44   | 47   | 53   | 56   | 53   | 63   | 70   | 80   | 60   | 156      | 142      | 162      | 213      | 673  |

## Storia

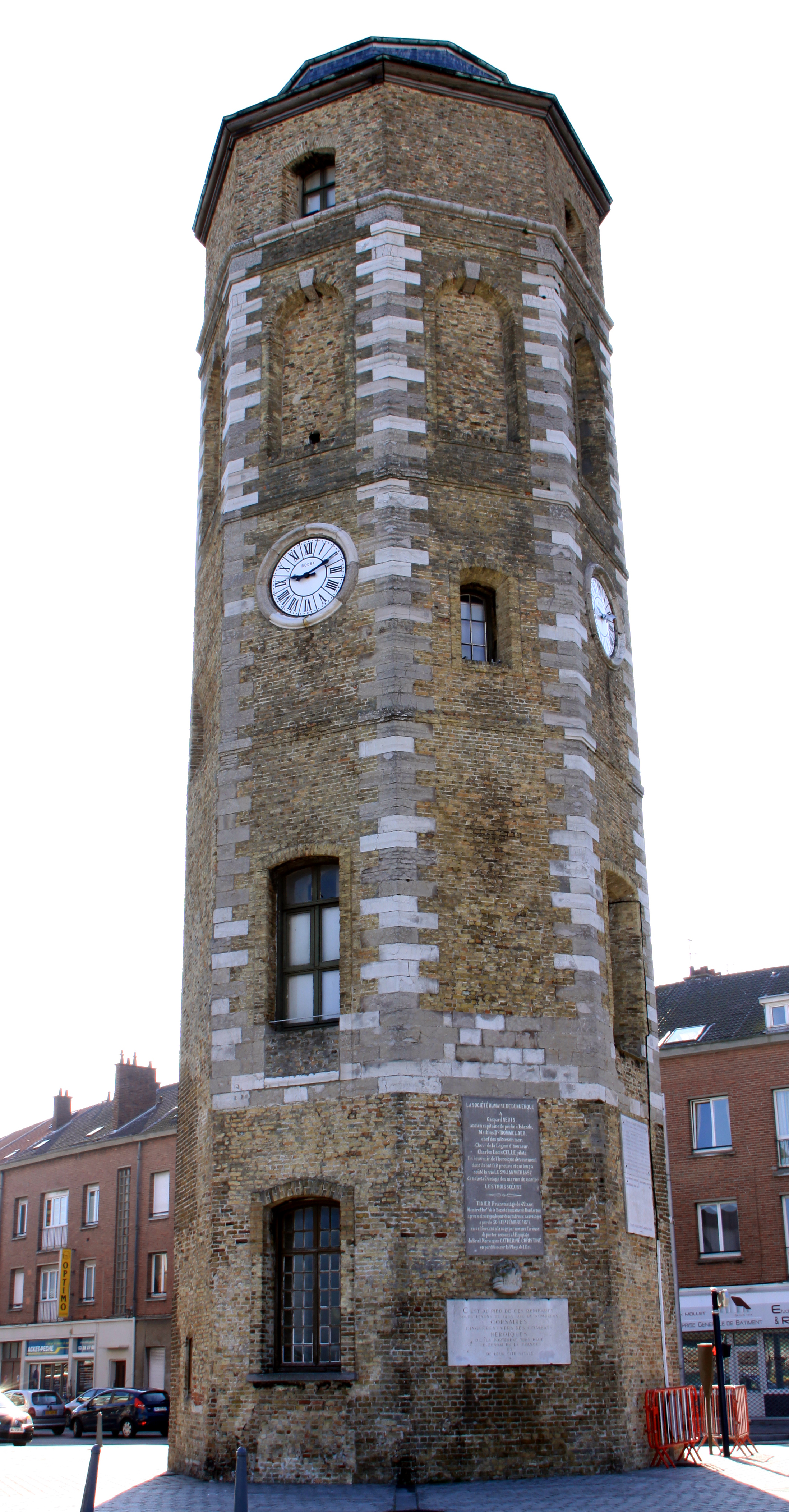
La torre del Leughenaer.

A causa della sua posizione strategica, fu a lungo contesa da Spagna, Paesi Bassi, Francia e Inghilterra. Gli olandesi ne ebbero per un breve tempo il controllo durante la rivoluzione olandese, prima che se ne reimpossessassero gli Spagnoli, guidati da Alessandro Farnese, grazie anche all'aiuto di alcuni corsari. Divenuta poi la principale base dei corsari favorevoli alla corona spagnola nella guerra degli 80 anni, fu nei suoi cantieri che vennero costruite le prime fregate.
I corsari (Particulieren) di Dunkirk disponevano di quasi 100 navi armate per la guerra di corsa (anche se parte di esse faceva porto in altre località, come Ostenda e Nieuwpoort) con cui colpivano soprattutto i commerci olandesi (ma anche britannici, danesi, svedesi, e francesi, a seconda delle guerre in corso). Nel periodo 1621-1631 ad esempio, i corsari catturavano una media annuale di 229 navi olandesi e 60 navi inglesi, inclusi, però, anche i grossi pescherecci attrezzati per la pesca al largo di Terranova o per quella alle aringhe al largo della Norvegia. Nel 1646 la città fu conquistata dai francesi, prontamente respinti però, dagli spagnoli sei anni più tardi.
Nel 1657, al termine di un conflitto tra gli Asburgo e l'Inghilterra di Oliver Cromwell, la città entrò nei possedimenti del Commonwealth of England. Tuttavia, una volta ripristinata la monarchia inglese al di là della Manica, Dunkerque fu venduta il 17 ottobre 1662 per 620 000 sterline da Carlo II d'Inghilterra al re di Francia Luigi XIV. Durante il tardo Seicento, la monarchia francese vi costruì un ampio sistema di fortificazioni che proteggeva uno dei migliori porti del regno di Francia, dotato di un innovativo sistema di chiuse in grado di stabilizzare la marea in un'area abbastanza grande da contenere una trentina di vascelli.
Tra il 1672 e il 1713 la città tornò a essere una delle capitali della guerra di corsa in Europa, questa volta a favore della Francia, ospitando capitani come Jean Bart e lo svedese Lars Gathenhielm. Proprio la pericolosità di questo porto (e la vicinanza alla Manica e alle coste inglesi) preoccupò la dirigenza britannica, che nel 1713 (trattato di Utrecht) e nei successivi trattati di pace con la Francia (come il trattato di Parigi del 1763) ottenne la neutralizzazione del porto e la demolizione delle fortificazioni. La Gran Bretagna mantenne fino al 1779 un console in città per verificare che queste condizioni fossero garantite.
Celebre episodio della storia novecentesca della città è la battaglia di Dunkerque, che vide il reimbarco dei resti dell'esercito francese e del corpo di spedizione britannico incalzati dalle truppe tedesche durante l'invasione della Francia avvenuta nel 1940, nelle prime fasi della seconda guerra mondiale; più avanti nel corso del conflitto, dal settembre 1944 la città venne assediata dalle forze degli Alleati sbarcate in Francia, ma la guarnigione tedesca resistette e capitolò solo alla fine della guerra nel maggio 1945.
Sarà anche il luogo dove verrà stipulato il trattato di Dunkerque, alleanza postbellica tra Francia e Inghilterra contro il pericolo tedesco.

### Onorificenze
Francesi
Straniere

## Monumenti e luoghi d'interesse

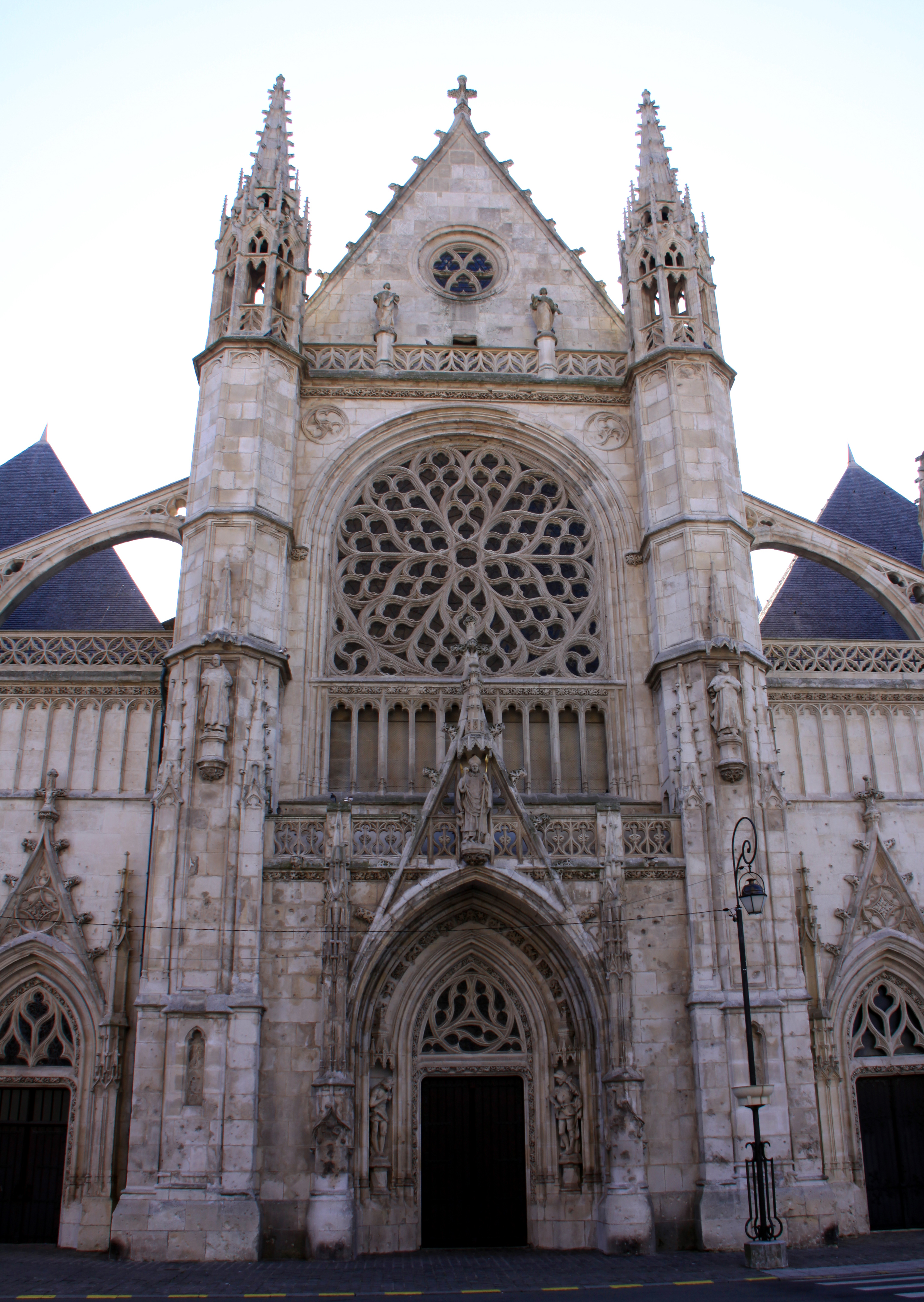
La chiesa di Saint Eligio.

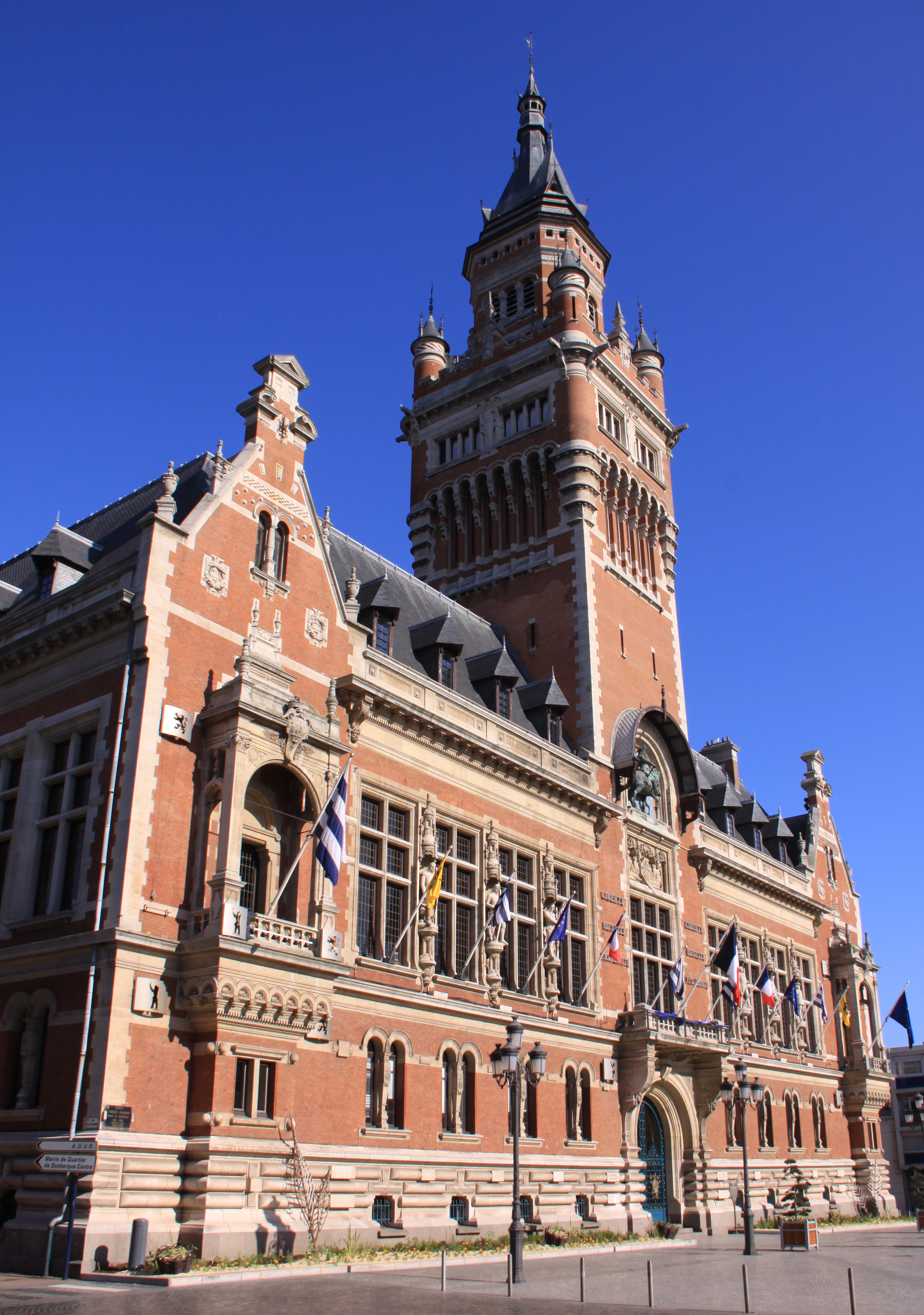
Il municipio.

- Chiesa di Sant'Eligio, costruita nella seconda metà del XVI secolo subì numerosi interventi e fu pesantemente danneggiata durante la seconda guerra mondiale. Il campanile è stato dichiarato patrimonio dell'umanità dall'UNESCO ed inserito nelle Torri campanarie di Belgio e Francia.
- Municipio, costruito tra il 1897 ed il 1901 su progetto dell'architetto Louis Marie Cordonnier, è stato dichiarato patrimonio dell'umanità dall'UNESCO.
- Torre del Leughenaer, costruita agli inizi del XV secolo.

## Società

### Evoluzione demografica
Abitanti censiti

## Cultura

### Eventi

#### Carnevale di Dunkerque

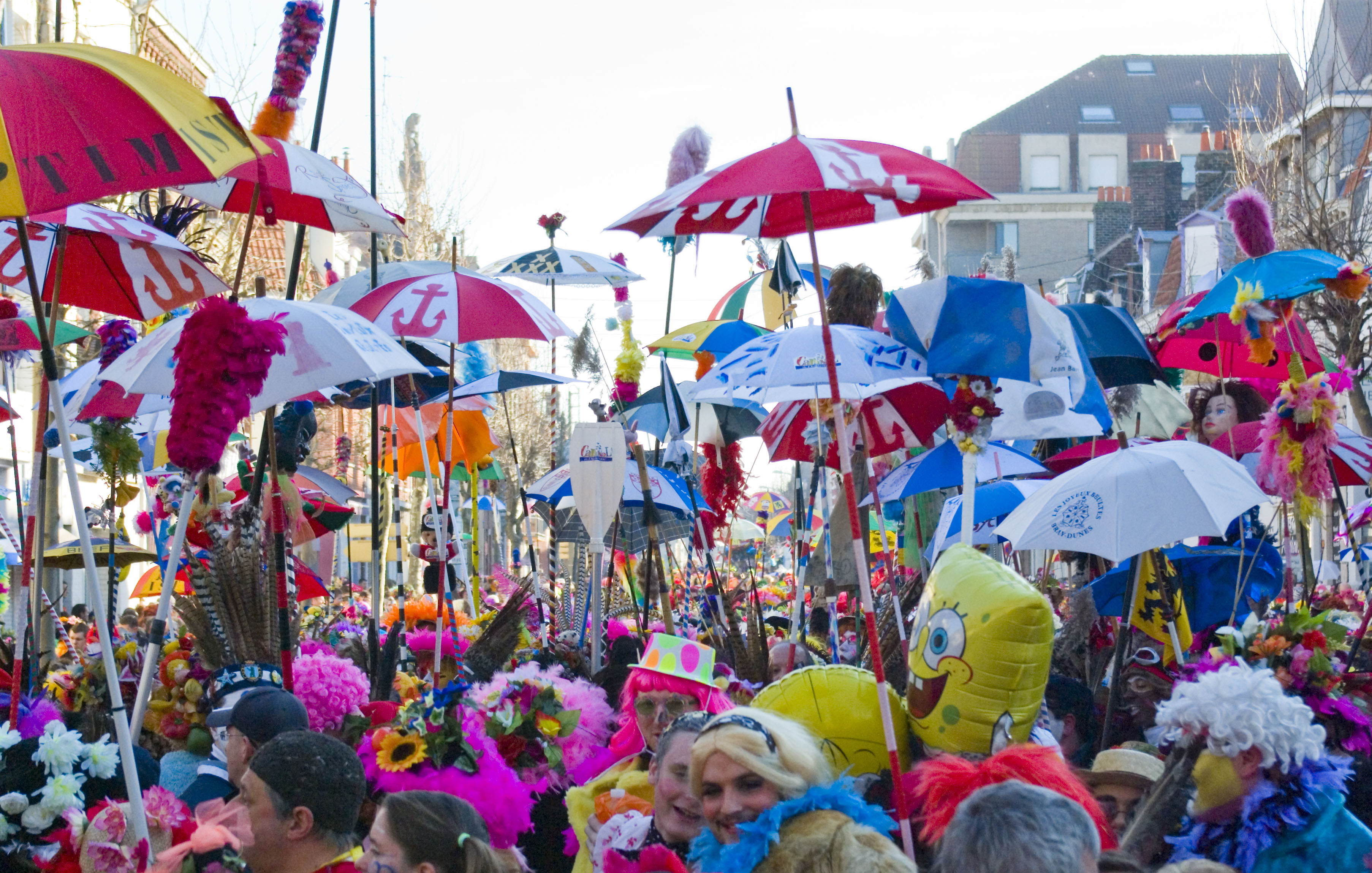
Carnevale di Dunkerque

Si tratta di uno dei più grandi e famosi carnevale della Francia settentrionale, correndo da febbraio a metà marzo nei fine settimana ed alcuni giorni feriali. Iniziò nel 18 ° secolo come una festa speciale prima che i visscherbende (pescatori) partissero in mare per catturare il merluzzo.

### Geografia antropica
Il comune di Dunkerque è cresciuto nel tempo assorbendo altre realtà municipali circostanti:
- nel 1970 ci fu l'assorbimento della cittadina di Malo-les-Bains che era stata creata nel 1881 proprio come distaccamento separato da Dunkerque
- nel 1972 ci fu l'assorbimento di Petite-Synthe e Rosendaël
- nel 1980 c'è stata la fusione con Mardyck che divenne un comune associato nel 1999 con una popolazione di 372 abitanti, Mardyck è un'exclave del comune di Dunkerque tra i comuni di Loon-Plage, Spycker e Grande-Synthe
- nel 1980 una buona parte di Petite-Synthe venne distaccata da Dunkerque e inglobata nella Grande-Synthe
- il 9 dicembre 2010, i comuni di Fort-Mardyck e Saint-Pol-sur-Mer, si sono fusi a Dunkerque nella forma di comuni associati[8].

### Cantoni
Fino alla riforma del 2014, il territorio comunale della città di Dunkerque era ripartito su tre cantoni:
- Cantone di Dunkerque-Est
- Cantone di Dunkerque-Ovest
- Cantone di Coudekerque-Branche

A seguito della riforma approvata con decreto del 17 febbraio 2014, che ha avuto attuazione dopo le elezioni dipartimentali del 2015, il territorio comunale della città di Dunkerque è stato ripartito su tre cantoni:
- Cantone di Dunkerque-1: comprende parte della città di Dunkerque
- Cantone di Dunkerque-2: comprende parte della città di Dunkerque e i comuni di Bray-Dunes, Ghyvelde, Leffrinckoucke, Les Moëres, Zuydcoote.
- Cantone di Grande-Synthe

## Economia
Dunkerque è il terzo porto di Francia, dopo Marsiglia e Le Havre. Altre attività economiche vitali per la città sono l'industria alimentare, quella petrolchimica, siderurgica, chimica e cantieristica.

## Infrastrutture e trasporti

### Strade
La principale via d'accesso alla città è l'autostrada A16 che unisce l'area metropolitana di Parigi con la frontiera belga.

### Ferrovie
La stazione di Dunkerque è capolinea della linea per Arras ed è servita da una serie di treni per Calais, Lilla e Parigi.

## Amministrazione

### Gemellaggi
- Krefeld, dal 1974
- Middlesbrough, dal 1976

## Sport
La squadra di calcio della città è l'USL Dunkerque che disputa le sue partite interne allo stadio Marcel-Tribut.